# Ust'-Uda
Ust'-Uda (in russo Усть-Уда?) è un insediamento di tipo urbano della Russia, situato sul fiume Angara, capoluogo dell'omonimo rajon.